# 阿斯帕赫 (巴登-符腾堡州)
阿斯帕赫（德語：Aspach，發音：[ˈaspax] ⓘ）是德国巴登-符腾堡州斯图加特行政区雷姆斯-穆尔县的市镇，总面积35.46平方千米，2023年12月31日总人口为8,217人。
该市镇主要村庄大阿斯帕赫（Großaspach）是梅赛德斯-AMG创始人汉斯·维尔纳·奥夫雷希特的出生地，也是AMG中的“G”所指，当地有足球俱乐部松嫩霍夫大阿斯帕赫。